# Microphlebia
Microphlebia is een geslacht van haften (Ephemeroptera) uit de familie Leptophlebiidae.

## Soorten
Het geslacht Microphlebia omvat de volgende soorten:
- Microphlebia pallida
- Microphlebia surinamensis